# Zamboanga Sibugay
Koordinaten: 7° 50′ N, 122° 35′ O
Zamboanga Sibugay ist eine Provinz im Südosten der Zamboanga-Halbinsel (Region IX) auf der philippinischen Insel Mindanao. Die Hauptstadt der Provinz ist Ipil.

## Geographie
Begrenzt wird die Provinz im Norden von der Provinz Zamboanga del Norte, im Osten von Zamboanga del Sur und im Südwesten durch das erweiterte Stadtgebiet von Zamboanga City. Im Süden erstreckt sich der Küstenabschnitt über die Bucht von Sibuguey, einen Abschnitt des Golfes von Moro.
Zamboanga Sibugay hat eine Landfläche von 3.607,8 km², was insgesamt 43,09 % der ursprünglichen Fläche der Provinz Zamboanga del Sur entspricht, der sie einmal angehörte.

## Demographie und Sprache
Mehrheitlich gesprochen werden die Sprachen Cebuano und Ilonggo. Ebenso verbreitet sind Tagalog und Ilokano sowie andere ethnische Umgangssprachen.

## Wirtschaft
Die führenden Industriezweige bilden Bäckereien, Reis- und Maismühlen, die Rattan- und Holzmöbelproduktion, sowie die Herstellung von Beton, Kleidung, Wachs und Kerzen.
Hauptanbauprodukte sind neben Reis, Mais und Kokosnuss auch Kautschuk, Früchte, verschiedene einheimische Gemüsearten, Tabak, Kaffee, Kakao und Knollenfrüchte. Eine bedeutende Bildungseinrichtung ist die Mindanao State University.

## Verwaltungsgliederung
Zamboanga Sibugay gliedert sich in 16 eigenständig verwaltete Gemeinden und zwei Wahlkreise (Congressional Districts). Diese sind wiederum unterteilt in 389 Barangays (Ortsteile).
Die Gemeinden sind:
| - Alicia - Buug - Diplahan - Imelda - Ipil - Kabasalan - Mabuhay - Malangas | - Naga - Olutanga - Payao - Roseller Lim - Siay - Talusan - Titay - Tungawan |

## Klima
Die klimatischen Verhältnisse in der Provinz sind moderat (Klimatyp III), ohne typische Trocken- bzw. Regenzeiten.
Die Niederschlagsmenge variiert von 1,599 mm bis 3,500 mm. Die Temperatur ist relativ warm und durchgehend konstant bei 22 bis 35 °C.
Das Gebiet von Zamboanga Sibugay befindet sich außerhalb der typischen Taifunzone, die die Philippinen streift, wodurch es von tropischen Stürmen weitgehend verschont bleibt.

## Geschichte
Das Gebiet von Zamboanga Sibugay war ursprünglich ein Teil der Provinz Zamboanga del Sur. Ansätze einer Abspaltung gab es bereits weit vor 1960. Verschiedene Anträge wurden hierzu im Kongress eingereicht, blieben jedoch unbearbeitet.
Eine im Mai 1997 durchgeführte Volksabstimmung verdeutlichte jedoch den Willen der Bevölkerung zur Einrichtung einer separaten Provinz. Mit dem Republic Act Nr. 8973 wurde die Abspaltung am 22. Februar 2001 dann endgültig umgesetzt.

## Sehenswürdigkeiten
Zu den Sehenswürdigkeiten zählen:
- Litayon Island im Verwaltungsgebiet von Alicia.
- Moalboal Cave bei Titay
- Palina Falls in Ipil
- Die Dumanquilas Bay